# Lopašov
Lopašov (em húngaro: Felsőlopassó) é um município da Eslováquia, situado no distrito de Skalica, na região de Trnava. Tem 5,21 km² de área e sua população em 2018 foi estimada em 329 habitantes.

## Demografia
| Ano:        | 1994 | 2004   | 2014    | 2024   |
| ----------- | ---- | ------ | ------- | ------ |
| Broj ljudi: | 275  | 287    | 334     | 339    |
| Razlika:    |      | +4,36% | +16,37% | +1,49% |

| Ano:               | 2023 | 2024   |
| ------------------ | ---- | ------ |
| Número de pessoas: | 338  | 339    |
| Diferença:         |      | +0,29% |